# Sebők József
Sebők József (Keszthely, 1975. június 18. –) válogatott labdarúgó, csatár.

## Pályafutása

### A válogatottban
1998 és 2004 között 12 alkalommal szerepelt a válogatottban és két gólt szerzett.

## Sikerei, díjai
- Magyar bajnokság
  - 3.: 2006–07
- Ciprusi bajnokság
  - 3.: 2000–01, 2001–02
- Ciprusi kupa
  - döntős: 2003, 2004

## Statisztika

### Mérkőzései a válogatottban
| Magyarország | Magyarország        | Magyarország                    | Magyarország  | Magyarország | Magyarország  | Magyarország | Magyarország | Magyarország |
| #            | Dátum               | Helyszín                        | Hazai         | Eredmény     | Vendég        | Kiírás       | Gólok        | Esemény      |
| ------------ | ------------------- | ------------------------------- | ------------- | ------------ | ------------- | ------------ | ------------ | ------------ |
| 1.           | 1998. április 20.   | Teherán, Azadi Stadion          | Irán          | 0 – 2        | Magyarország  | LG-kupa      | -            | 70'          |
| 2.           | 1998. április 22.   | Teherán, Azadi Stadion (IRN)    | Macedónia     | 0 – 0        | Magyarország  | LG-kupa      | -            | 59'          |
| 3.           | 1998. augusztus 19. | Zalaegerszeg, ZTE Stadion       | Magyarország  | 2 – 1        | Szlovénia     | barátságos   | -            | 60'          |
| 4.           | 1998. november 18.  | Budapest, Üllői úti Stadion     | Magyarország  | 2 – 0        | Svájc         | barátságos   | 1            | 6' 76'       |
| 5.           | 1999. március 27.   | Budapest, Üllői úti Stadion     | Magyarország  | 5 – 0        | Liechtenstein | Eb-selejtező | 1            | 17' 70'      |
| 6.           | 1999. március 31.   | Pozsony, Tekelné Pole Stadion   | Szlovákia     | 0 – 0        | Magyarország  | Eb-selejtező | -            | 55'          |
| 7.           | 1999. június 5.     | Bukarest, Steaua Stadion        | Románia       | 2 – 0        | Magyarország  | Eb-selejtező | -            | 76'          |
| 8.           | 1999. június 9.     | Győr, Rába ETO Stadion          | Magyarország  | 0 – 1        | Szlovákia     | Eb-selejtező | -            |              |
| 9.           | 2003. március 29.   | Chorzów                         | Lengyelország | 0 – 0        | Magyarország  | Eb-selejtező | -            | 70'          |
| 10.          | 2003. április 2.    | Budapest, Puskás Ferenc Stadion | Magyarország  | 1 – 2        | Svédország    | Eb-selejtező | -            | 68'          |
| 11.          | 2004. március 31.   | Budapest, Puskás Ferenc Stadion | Magyarország  | 1 – 2        | Wales         | barátságos   | -            | 70'          |
| 12.          | 2004. április 25.   | Zalaegerszeg, ZTE Aréna         | Magyarország  | 3 – 2        | Japán         | barátságos   | -            | 46'          |
|              | Összesen            |                                 |               | 12           | mérkőzés      |              | 2            | gól          |